# Аниханов, Андрей Анатольевич
 Аниха́нов Андре́й Анато́льевич (род. 11 января 1965, Ленинград) — российский дирижёр, общественный деятель. Художественный руководитель и главный дирижёр Волгоградского академического симфонического оркестра. Заслуженный артист России (1999), лауреат премии правительства Санкт-Петербурга в области литературы и искусства (1994, 1995, 2006). Лауреат премии «Человек года». Театральный деятель 2014 года (Ростов-на-Дону). Заслуженный деятель искусств РФ (2017). Приглашённый дирижёр Большого театра. Главный приглашённый дирижёр Нового городского оркестра Токио.
В 1991—1996 годах — художественный руководитель и главный дирижёр Государственного симфонического оркестра Санкт-Петербурга. С 1989 — дирижёр, а с 1992 по 2008 — главный дирижёр Государственного театра оперы и балета им. М.П. Мусоргского (ныне — Михайловский театр). С 2010 по 2017 — главный дирижёр Ростовского государственного музыкального театра. С 2017 — художественный руководитель и главный дирижёр Волгоградского академического симфонического оркестра. Профессор Волгоградской государственной консерватории им. П. А. Серебрякова. В 2024 г. присвоено звание Заслуженный деятель искусств Волгоградской области. 

## Биография
Аниханов Андрей Анатольевич родился в Ленинграде 11 января 1965 года.
Учился в Хоровом училище им. М. И. Глинки при Государственной академической капелле, затем в Санкт-Петербургской государственной консерватории по специальностям «хоровое дирижирование» (1988) и «оперно-симфоническое дирижирование» (1992). С 1989 года дирижёр, с 1992 — главный дирижёр Государственного театра оперы и балета им. М. П. Мусоргского (ныне — Михайловский театр). В 1991—1996 годах — художественный руководитель и главный дирижёр Государственного симфонического оркестра Санкт-Петербурга. В 2008 году в Михайловском театре, после назначения генеральным директором Владимира Кехмана, в марте перешёл на должность заместителя директора, в мае принял решение уволиться. С 2009 сотрудничал с Римской Оперой[уточнить]. Главный дирижёр Ростовского Государственного музыкального театра с 2010 года по октябрь 2017. С сентября 2017 года стал главным дирижёром и художественным руководителем Волгоградского академического симфонического оркестра.
Также с 2015 года — постоянный приглашённый дирижёр Екатеринбургского театра оперы и балета. С 2013 года — постоянный приглашённый дирижёр Татарского театра оперы и балета им. Джалиля. С 2009 по 2013 сотрудничал как приглашённый дирижёр с Большим театром России (Москва). В апреле 2010 года выступил в качестве дирижёра-постановщика балета "Ромео и Джульетта" С. Прокофьева в Большом театре России в сотрудничестве с Юрием Григоровичем. В 2012 году выступил музыкальным руководителем и дирижёром-постановщиком оперы «Тоска» Дж. Пуччини в Башкирском государственном театре оперы и балета. В 2013—2014 годах — главный дирижёр Башкирского государственного театра оперы и балета.
В 2016 году выступил инициатором постановки в Ростовском музыкальном театре оперы «Жанна Д`Арк» Дж.Верди, являясь при этом музыкальным руководителем.
На сцене Ростовского музыкального театра А. Аниханов занимался также режиссёрской деятельностью. Среди осуществленных в данном амплуа работ — оперы «Евгений Онегин» П. Чайковского и «Орестея» С. Танеева, оперетта «Летучая мышь» И. Штрауса, осуществлена постановка спектакля «Борис Годунов» по драме А. С. Пушкина на музыку Сергея Прокофьева в Ростовском Музыкальном театре, в главной роли выступил Народный артист России Аристарх Ливанов. Как либреттист и переводчик поэтических текстов участвовал в выпуске оперетты Ф.Легара «Паганини». В качестве режиссёра выступил в драматическом Новом экспериментальном театре Волгограда в спектаклях «Дом у дороги» по поэме А.Твардовского с музыкой В.Гаврилина(2019) и «Пока не остановится сердце» К.Паустовского с музыкой Г. Свиридова (2023).
Ведет обширную преподавательскую деятельность в России. В Ростовской консерватории имени С. В. Рахманинова преподаёт дисциплины по оперно-симфоническому дирижированию, оперному классу, классу музыкального театра. Работает с оперными домами, театрами и оркестрами Италии, Японии, Франции, Нидерландов, Литвы, Эстонии, Азербайджана, Казахстана, с известными деятелями культуры: композиторами Г. Свиридовым, А. Петровым, С. Слонимским, С. Баневичем, А. Чайковским, Н. Мартыновым, Ш. Каллошем, Л. Десятниковым, пианистами Р. Керером, Г. Соколовым, В. Виардо, Д. Башкировым, скрипачами М. Гантваргом, А. Бараховским, П. Милюковым, М.Федотовым, виолончелистами С. Словачевским, С. Ролдугиным, певцами И. Архиповой, Е. Образцовой, С. Лейферкусом, И. Богачёвой, В. Ванеевым, Ю. Марусиным и др.
Среди наград А. А. Аниханова — заслуженный артист России (1999). Лауреат премии мэра — Председателя правительства Санкт-Петербурга в области литературы и искусства — за постановку оперы Андрея Петрова «Петр Первый» (1994). Лауреат премии мэра — Председателя правительства Санкт-Петербурга в области литературы и искусства, архитектуры — как художественный руководитель Пасхального фестиваля — за возрождение духовных традиций Санкт-Петербурга (1995). Лауреат премии мэра — Председателя правительства Санкт-Петербурга в области литературы, искусства и архитектуры за постановку оперы «Сильва» (2006). Благодарность Председателя Совета Федерации Федерального собрания Российской Федерации (2014), Почетная грамота Губернатора Ростовской области (2015). В 2014 Правительством Ростовской области был признан «Человеком года» в номинации «Театральный деятель года». В 2017 — присвоено звание Заслуженный деятель искусств России.В 2022 году лауреат премии Волгоградской области в сфере литературы и искусства .В 2024 году правительством Волгоградской области, указом Губернатора присвоено почётное звание «Заслуженный деятель искусств Волгоградской области».

## Творчество
В репертуаре Аниханова — свыше 80 спектаклей оперного и балетного репертуара, многочисленные симфонические концертные программы.
Является организатором и участником многих музыкальных фестивалей: «Петербургский Пасхальный фестиваль», «Рождественские встречи в Северной Пальмире», «От авангарда до наших дней», «Петербургская музыкальная весна», Международный фестиваль балетного искусства имени Р. Нуреева в Казани. Один из организаторов ряда Петербургских музыкальных фестивалей (Пасхальный фестиваль 1992—1996, Фестиваль английской музыки) и участник многих культурных проектов (Музыкальная экспозиция Музея истории религии Петербурга 2009—2010, художественный руководитель Фестиваля прессы в Павловске 2007—2009). Автор проектов и музыкальный руководитель фестивалей «Пасхальная неделя» и «День музыки». Является художественным руководителем и главным дирижёром Международного фестиваля современной музыки «Ростовские премьеры».
В качестве дирижёра-постановщика, музыкального-руководителя явился автором оперных спектаклей «Евгений Онегин», «Пиковая дама», «Иоланта», «Лебединое озеро», «Спящая красавица», «Щелкунчик», «Тема с вариациями. Серенада», «Онегин-балет», «Вечер романсов», «Снегурочка-балет» Петра Ильича Чайковского. «Царская невеста», «Сказка о царе Салтане», «Золотой петушок», Н. А. Римского-Корсакова. «Хованщина», «Борис Годунов», М. П. Мусоргского. «Кармен», Ж. Бизе. «Фауст», Ш. Гуно. «Безумец», М. Ландовски. «Князь Игорь», А. Бородина. «Дон Карлос», «Травиата», «Риголетто», «Реквием-спектакль», «Набукко», «Жанна Д`Арк» Дж. Верди. «Мадам Баттерфляй», «Богема», «Тоска», Дж. Пуччини. «Севильский цирюльник», Дж. Россини. «Дон Жуан», «Свадьба Фигаро», «Милосердие Тита», «Король-пастух», В. А. Моцарта. «Несчастье от кареты», В. Пашкевича. «Петр Первый», А. Петрова. «Братья Карамазовы», А. Холминова. «Доротея», Т. Хренникова. «Ромео и Джульетта», «Золушка», «Борис Годунов», С. С. Прокофьева. «Красный мак», Р. Глиэра. «Петрушка», «Мавра», «Весна священная», И. Ф. Стравинского. «Макбет», «Фауст», «Принцесса Луны», Ш. Калоша. «Белый рыцарь», Э. Мила. «Петербург», С. Баневича. «Баядерка», «Дон Кихот», Л. Минкуса. «Жизель», «Корсар», А. Адама. «Раймонда», А. Глазунова. «Коппелия», Л. Делиба. «Привал кавалерии», И. Армсгеймера. «Сильфида», Х. Левенсхольда. «Анюта», В. Гаврилина. «Петербургские сновидения», Н. Мартынова. «Дама с камелиями» (балет), на музыку Дж. Верди. «Эсмеральда», Ц. Пуни. «Леди Макбет Мценского уезда», Д. Шостаковича. «Три мушкетёра», А. Чайковского. «Летучая мышь», «Венская кровь», И. Штрауса. «Сильва», «Баядера», «Марица», И. Кальмана. «Безмолвная жена», Р. Штрауса. «Спартак», А. Хачатуряна. «Дневник Анны Франк», Г. Фрида. «Паганини», Ф. Легара. «Кармина Бурана», К. Орфа. «Орестея», С. И. Танеева. «Драма на охоте», П. И. Чайковского.
Андрей Аниханов ведёт обширную гастрольную деятельность. Выступает со многими известными отечественными и зарубежными коллективами, в том числе в Японии, как главный приглашённый дирижёр New City Symphony Orchestra Tokyo, а также с Римской оперой в Италии, США, Франции, Германии, Нидерландах, Испании, Португалии, Польше, Финляндии, Южной Корее, Люксембурге и других странах.
Записал с оркестром Михайловского театра и Симфоническим оркестром Санкт-Петербурга свыше 50 CD дисков. В их числе все симфонии, симфонические поэмы и увертюры-фантазии, Серенада, инструментальные концерты П. И. Чайковского. — Фирма Audiophile Classics, Германия. Все симфонии и Симфониетта Н. А. Римского-Корсакова. Оперные увертюры, музыка балета «Красный мак». Р. Глиэра. Симфонические сюиты из музыки балетов «Спартак», «Гаянэ», «Маскарад», А. И. Хачатуряна. — Фирма Naxos, Великобритания. Симфоническая музыка и фрагменты из балетов русских и зарубежных композиторов. — Фирма Good Hope, Япония, фирма Мелодия Россия.